# Thomas Bracken

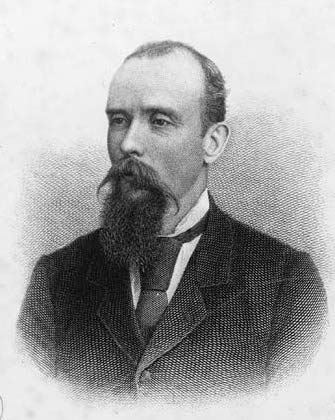
Thomas Bracken

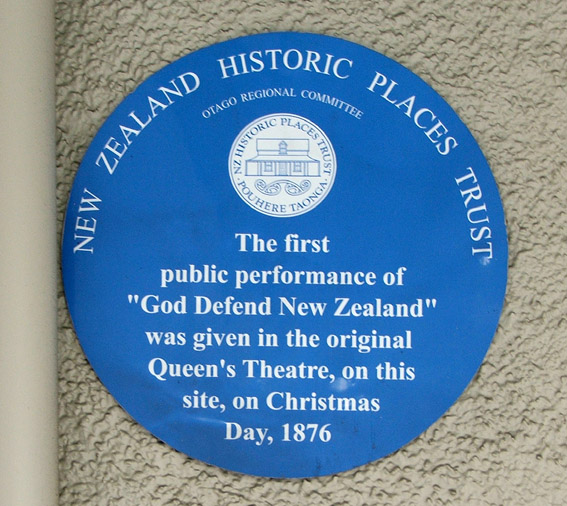
Plakietka upamiętniająca pierwsze publiczne wykonanie hymnu "God Defend New Zealand"

Thomas Bracken (ur. 1841, zm. 1898) – poeta nowozelandzki (brytyjski) pochodzenia irlandzkiego. 

## Życiorys
Urodził się jako syn Thomasa Brackena (starszego) i jego żony Margaret Kiernan. Został ochrzczony 30 grudnia 1841 w Clonee w County Meath (Irlandia). Był wychowywany przez ciotkę. Kiedy miał 12 lat, został wysłany do Australii pod opiekę wuja Johna Kiernana, który miał farmę w Moonee Ponds pod Melbourne. Później został praktykantem farmaceuty. W 1869 przybył do Dunedin w Nowej Zelandii. Krótko pracował jako strażnik w więzieniu. Następnie został dziennikarzem. Pracował w Otago Guardian. Założył The Saturday Advertiser. W 1881 został deputowanym do House of Representatives, ale w 1884 stracił mandat poselski. W 1883 poślubił Helen Hester Copley. W 1885 urodził się ich syn, Charles Copley. Thomas Bracken zmarł 16 lutego 1898 na tarczycę.

## Twórczość
Thomas Bracken był dziennikarzem i poetą. Wydał kilka zbiorów poetyckich, Flowers of the Freelands, Paddy Murphy's Budget, Pulpit Lectures, Beyond the Tomb, and other Poems, The New Zealand Tourist, The Land of the Maori and the Moa i Musings in Maori Land. Najbardziej znanym jego utworem jest pieśń God Defend New Zealand, która stała się nowozelandzkim hymnem narodowym. Została ona opublikowana 1 lipca 1876 w New Zealand Saturday Advertiser.